# Inn (riu)
L'Inn (en alemany, Inn; en llatí, Aenus; en romanx, En) és un riu amb una llargada de 517 km. És l'afluent més llarg del Danubi a Suïssa, Àustria i Alemanya. La mitjana del seu cabal en desembocar al Danubi és de 730 m³/s.

## Geografia
El riu Inn neix en els Alps suïssos, en l'extrem oriental del cantó dels Grisons, en l'agresta vall de l'Engadina —zona a la qual dona en part el nom—; després de travessar l'escotadura del Finstermünz, travessa la regió austríaca del Tirol i la seva capital, Innsbruck, el nom del qual significa literalment 'pont sobre el riu Inn', per a internar-se després a Alemanya, on rep el riu Salzach, el seu principal afluent, i desemboca en el riu Danubi a l'altura de Passau.

## Afluents

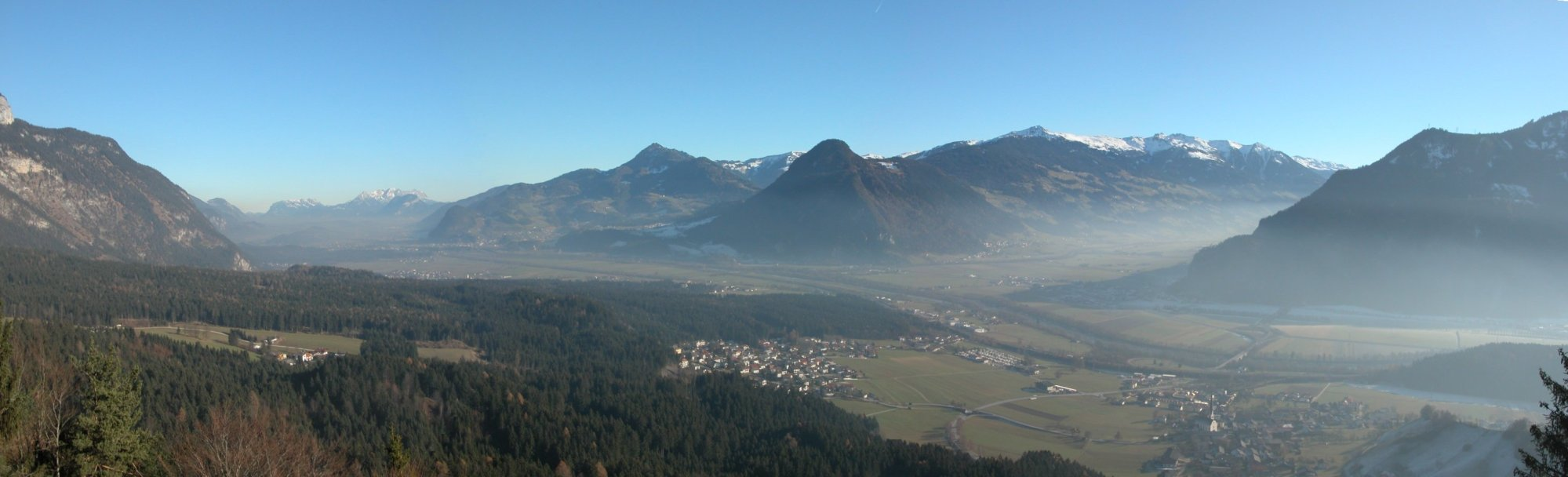
Vista de la vall de l'Inn. A la meitat dreta de la imatge hi ha l'entrada de la vall de Ziller

- Afluents per la dreta (segons el curs del riu): Flaz, Spöl, Clemgia, Faggenbach, Pitzbach, Ötztaler Ache, Melach, Sill, Ziller, Alpbachtal, Wildschönauer Ache, Brixentaler Ache, Weißache, Kaiserbach, Rohrdorfer Ache, Sims, Murn, Alz, Salzach, Enknach, Mattig, Ach, Antiesen i Pram.
- Afluents per l'esquerra (segons el curs del riu): Beverin, Schergenbach, Sanna, Gurglbach, Brandenberger Ache, Kieferbach, Auerbach, Kirchbach, Mangfall, Attel, Isen i Rott.

## Galeria

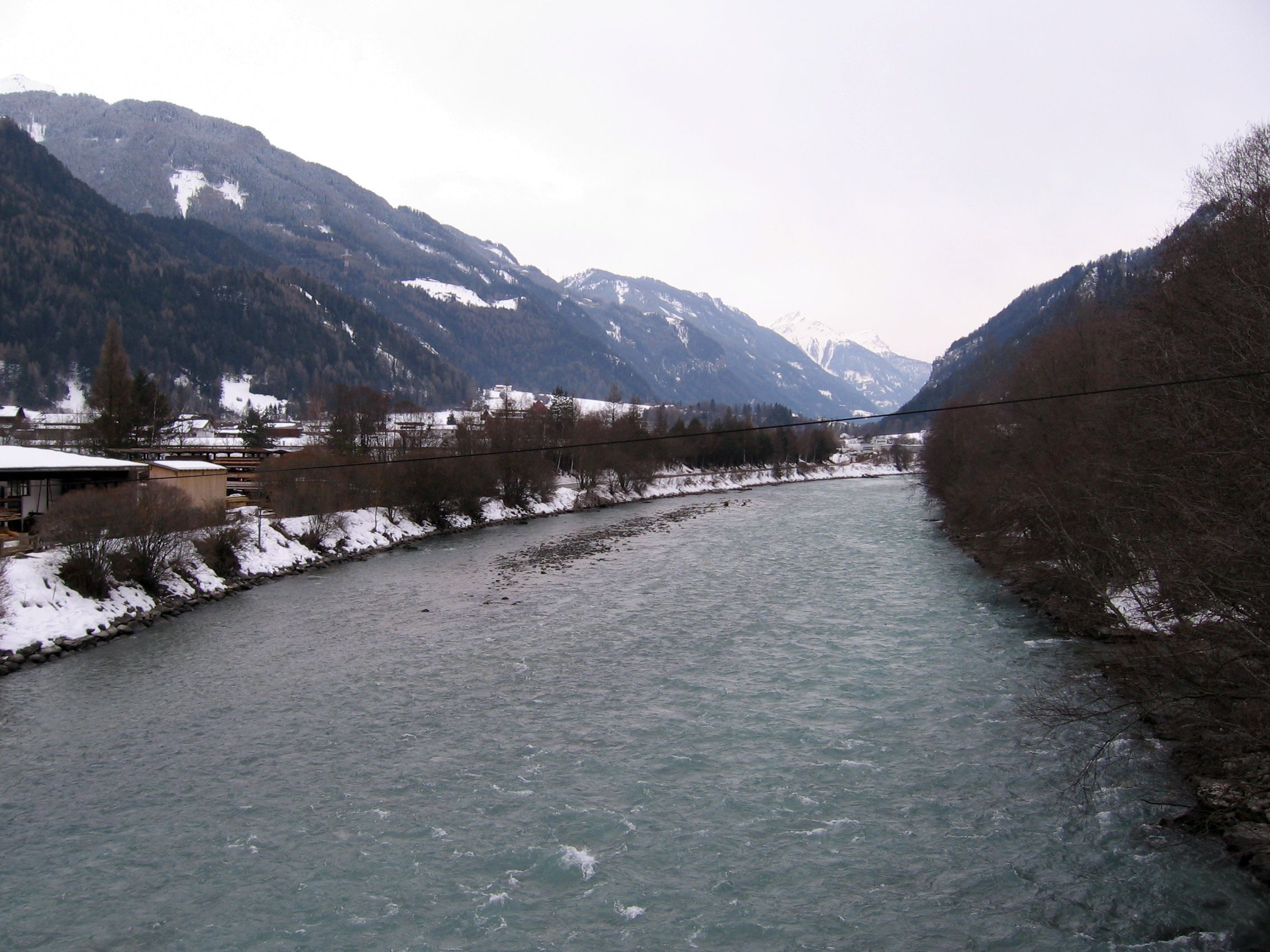
L'Inn a prop de Ried
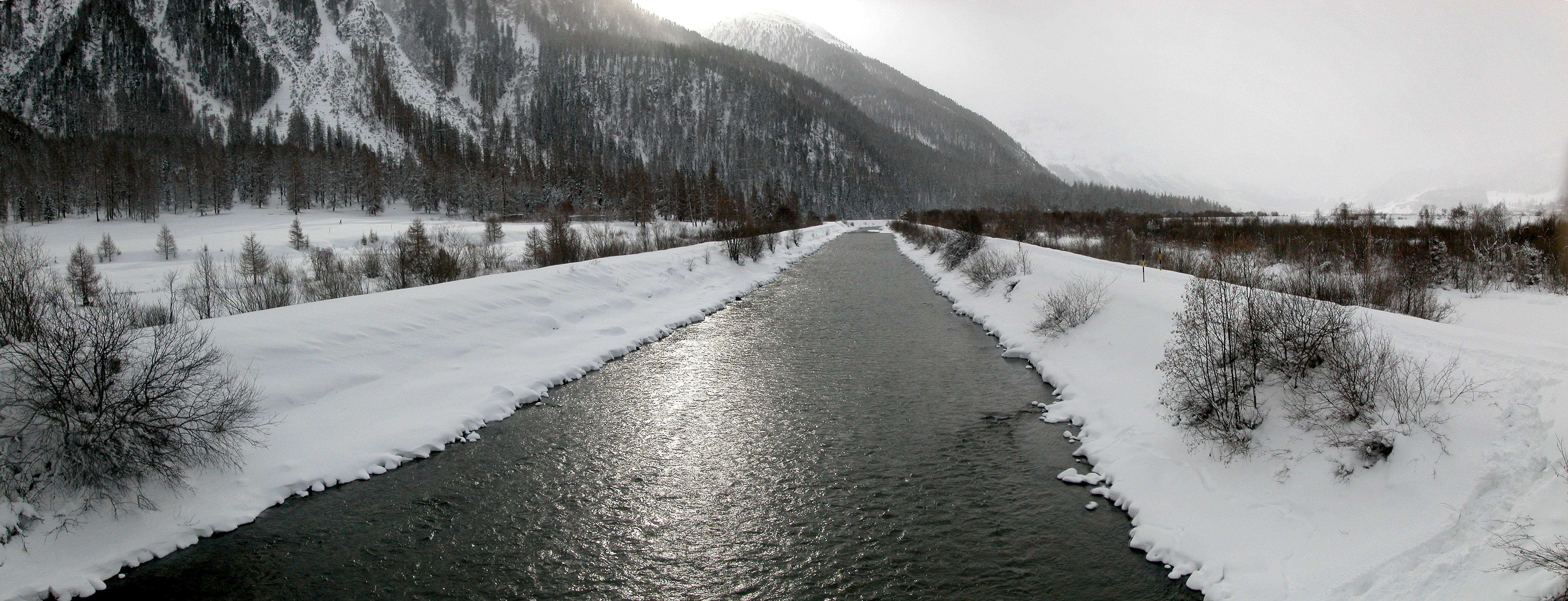
L'Inn a Bever
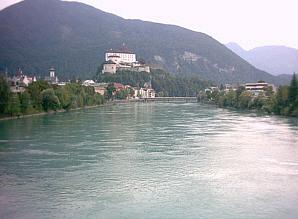
L'Inn a Kufstein